# Hospital de Linares
El Hospital de Linares es un recinto hospitalario público de alta complejidad, que forma parte de la red asistencial del Servicio de Salud Maule, ubicado en la ciudad de Linares, Chile. 

## Historia
En 1871 un grupo de vecinos donó los terrenos para la construcción del hospital, con el nombre de San Juan de Dios.
Un nuevo edificio se comenzó a construir en el año 1956, y fue finalmente inaugurado el 2 de diciembre de 1962. En 1979 tomó el nombre del presidente Carlos Ibáñez del Campo.
Durante los años 1990 mejoró su infraestructura con la creación del Centro de Especialidades y la nueva Unidad de Emergencia.